# 土屋明大
土屋 明大（つちや あけひろ、1983年5月2日 - ）は、京都府出身のサッカー指導者。

## 来歴
JFA公認B級コーチライセンス、JFA公認ゴールキーパーB級コーチライセンスを保有。
2008年、アルビレックス新潟ジュニアユースで指導者としてのキャリアをスタートさせ、2013年からはザスパクサツ群馬でGKコーチを務める。2016年、モンテディオ山形のGKコーチに就任。
2024年より、清水エスパルスのGKコーチに就任。

## 所属クラブ
- 京都パープルサンガユース
- 京都府立南陽高等学校
- 大阪学院大学
- JAPANサッカーカレッジ

## 指導歴
- 2008年 - 2012年 アルビレックス新潟ジュニアユース GKコーチ
- 2013年 - 2015年 ザスパクサツ群馬 GKコーチ
- 2016年 - 2023年 モンテディオ山形 GKコーチ
- 2024年 - 清水エスパルス GKコーチ